# Isla Cogley
Isla Cogley (en inglés: Cogley Island) es una isla estadadounidense del tipo aluvial en el río Allegheny en Buffalo del norte, condado de Armstrong, parte administrativamente del estado de Pensilvania, a lo largo de la ciudad de Ford y de Manorville.
La elevación de la isla Cogley es de 768 metros sobre el nivel del mar.